# Ђузепе Ђанини
Ђузепе Ђанини (20. август 1964) је бивши италијански фудбалер који је играо на позицији везног играча.
Већину своје 16-годишње играчке каријере провео је у клубу Рома, а присталице су га сматрали симболом клуба, а пре његовог наследника у улози мајице број 10 и офанзивне играчке позиције везњака, Франческа Тотија. За Италију је играо 47 пута и играо у тимовима који су стигли до полуфинала УЕФА-иног првенства Европе 1988, а потом и ФИФА Светског купа 1990. на домаћем тлу.
Током своје каријере, Ђанинија су често називали "Il Principe" (Принц), због својих креативних способности, елеганције, технике, визије и пролаза, што га је учинило ефикасним плејмејкером. Поред својих техничких способности и креативности, био је мобилан, свестран и марљив играч, са значајном издржљивошћу и тактичком свешћу, поседујући такође сјајан и тачан шут.

## Каријера
Рођен у Риму, Ђанини је каријеру започео као омладинац у локалном клубу Алмас Рома. Од малих ногу привлачио је пажњу многих италијанских клубова, на крају је потписао с Ромом поред ривала, укључујући Лацио и Милан. Дебитовао је у Серији А 31. јануара 1982. године поразом од Чезене резултатом 1: 0 и наставио да у наредних петнаест година за клуб наступи преко 400 пута. Током свог времена у Роми, са којом је прешао у капитена, освојио је титулу Серие А једном, а куп Италије три пута; Такође је играо у финалу Купа УЕФА током сезоне 1990–91, иако није учествовао у трци Роме до финала Европског купа 1984.
Он је 1996. године напустио Рому да би играо у Аустрији за Штурм из Граца, са којим је провео само пола сезоне пре него што се због носталгије вратио у Италију. Пре него што се повукао 1998. године, Ђанини је играо кратко за Наполи и Лече.

## Репрезентација
Под менаџером Азеглијом Вићинијем, Ђанини је стигао до финала Европског првенства за млађе од 21 године са репрезентацијом, постигавши гол у првом мечу финала против Шпаније, мада је Италија на крају била поражена од 3-0 због пенала у другом делу, при чему је Ђнини промашио један од удараца у одлучујућем мечу, заједно са Стефаном Десидеријем и Марком Баронијем.
Ђанини је био 47 пута изабран за сениорску репрезентацију Италије између 1986 и 1991, постигавши 6 голова. Дебитовао је на Малти, са 22 године, у квалификацијама за Европско првенство у децембру 1986. године. Он је даље представљао Италију и на Европском првенству 1988. и на Светском купу 1990. године на домаћем терену под Вићинијем, стигавши до полуфинала оба турнира. Освојио је бронзану медаљу за треће место на Светском купу 1990. године, постигавши погодак у утакмици друге групе Италије, која је завршена победом од 1: 0 над Сједињеним Државама на Стадио Олимпику у Риму; он је такође дао гол у финалном мечу групне фазе Италије, победом од 2: 0 против Чехословачке и голом Алда Серене у победи од 2: 0 против Уругваја у колу 16. На Еуру 1988. године проглашен је чланом тима турнира. Коначни наступ Ђанинија за његову земљу догодио се 12. октобра 1991. против Совјетског Савеза. Италијански спортски новинари су га током играчке каријере често називали Принцем због његове наводне "милости" на терену.

## Менаџерска каријера
Ђанини је након пензије радио као аналитичар мечева за RAI; такође је био директор менаџера Серије Ц1 клуба Фогија од јула 2003. до јануара 2005. године, када је био отпуштен. Почео је сезону 2005–06 на челу Серие Ц1 код Самбенедетесе, али је добио отказ у фебруару 2006. Касније те године, он је тада био тренер румунске стране Аргес Питести, али је у октобру примећен после девет узастопних пораза и замењен написао Доринел Мунтеану. У септембру 2007. године представљен је као нови менаџер Масезеа, другог клуба Серије Ц1, који је, међутим, отпуштен у фебруару 2008. године, због неслагања с управним одбором.
У јулу 2008. године представљен је као нови главни тренер екипе Галиполи. У својој првој сезони у Саленту, Ђанини је водио Галиполи ка тријумфу у лиги, чиме је освојио прву историјску промоцију у Серији Б за клуб. Неколико дана касније, међутим, Ђанини и клуб су објавили да су се раздвојили, такође због финансијских проблема у вези са клубом и неких гласина које су наводили из других клубова. Ипак, њега је нови власник Галиполија Д'Одорико потврдио за тренера.
Упркос импресивној првој половини сезоне са Галиполијем, који је проглашен за једно од главних лига изненађења, Ђанини је дао отказ са свог менаџерског места 8. фебруара 2010, после ремија од 2: 2 код Гросета, за који је карактеристично да су играчи тима застали на 40 секунди и скретали лица ка стадиону и то је представљало облик протеста због тога што им нису исплаћене месечне плате од октобра 2009. На крају првог полувремена, Ђанини је отпуштен због протеста, а на трибине је стигао у другом полувремену, где је жестоко се сукобио са председавајућим Д'Одориком и најавио оставку, заједно са свим члановима његовог тренерског штаба, одмах по завршетку утакмице. Међутим, он је оставку повукао само два дана касније након помирљивог састанка са Д'Одориком.
Након низа неимпресивних резултата, он је 22. марта поново одступио заједно са својим помоћницима Робертом Кортијем, Фабризиом Карафом и Франком Мандарином, дефинишући њихове оставке као "неопозиве".
У јуну 2010. године договорио је двогодишњи уговор као главни тренер Вероне.
Дана 30. октобра 2011. године постављен је за главног тренера клуба Гросето из Серије Б. Своју функцију напустио је касније 3. децембра, после победе од 2: 1 на Пескари (трећу узастопну гостујућу победу), наводећи свој напети однос са председавајућим Пијером Камилијем као главни разлог иза свог избора. Већ 6. јула 2013. Ђанини је службено именован за менаџера либанског националног тима уз помоћ менаџера Манчестер Ситија и његовог пријатеља Роберта Манћинија, где ће покушати да настави историјски успех Либана након што су стигли до последњег круга квалификација за Светско првенство 2014. у Бразилу.
Каријеру је започео током квалификација за Азијски куп 2015. године. Под његовом управом Либан два пута је ремизирао против Кувајта. Натерао је све да сумњају у његове таленте након што је његов тим изгубио 1: 4 од Ирана у Бејруту, чак је рекао да је само 100 гледалаца навијало за Либан на стадиону. Али замало се остварио сан Либана након што је његов тим поразио Тајланд победом од 5: 2 право у Бангкоку, а да нису изгубили од Кине, Либан би био у Аустралији.
Његов најлепши меч био је против Бразила, што је његов талент доказао два гола које су водили Мохамед Гадар и Хасан Матук након што је Адемилсон преузео вођство за Бразил. Његов тим је ремизирао 2: 2.
У управу се вратио јуна 2017. године, постављен је за главног тренера клуба из Серије Д, Рејсинг Роме. Неколико дана касније, након што је власник клуба стекао власништво над клубом Серије Ц, Фонди, ипак је именован за новог тренера у трећем нивоу клуба. Његов боравак у Фондију био је, међутим, краткотрајан, јер је смењен са свог положаја 19. септембра 2017. због лоших резултата.

## Статистика
| Клуб   | Сезона  | Стране лиге | Стране лиге | Страни купови | Страни купови | Европска такмичења | Европска такмичења | Друга такмичења | Друга такмичења | Укупно  | Укупно |  |
| Клуб   | Сезона  | Наступи     | Голови      | Наступи       | Голови        | Наступи            | Голови             | Наступи         | Голови          | Наступи | Голови |  |
| ------ | ------- | ----------- | ----------- | ------------- | ------------- | ------------------ | ------------------ | --------------- | --------------- | ------- | ------ |  |
| Рома   | 1981–82 | 1           | 0           | 0             | 0             | -                  | -                  | -               | -               | 1       | 0      |  |
| Рома   | 1982–83 | 0           | 0           | 2             | 0             | -                  | -                  | -               | -               | 2       | 0      |  |
| Рома   | 1983–84 | 2           | 0           | 3             | 0             | -                  | -                  | -               | -               | 5       | 0      |  |
| Рома   | 1984–85 | 26          | 4           | 6             | 1             | 5                  | 0                  | -               | -               | 37      | 5      |  |
| Рома   | 1985–86 | 22          | 2           | 13            | 3             | -                  | -                  | -               | -               | 35      | 5      |  |
| Рома   | 1986–87 | 25          | 3           | 7             | 2             | 2                  | 0                  | -               | -               | 34      | 5      |  |
| Рома   | 1987–88 | 28          | 11          | 7             | 1             | -                  | -                  | -               | -               | 35      | 12     |  |
| Рома   | 1988–89 | 32          | 6           | 6             | 4             | 6                  | 1                  | -               | -               | 44      | 11     |  |
| Рома   | 1989–90 | 31          | 3           | 5             | 2             | -                  | -                  | -               | -               | 36      | 5      |  |
| Рома   | 1990–91 | 24          | 3           | 8             | 0             | 10                 | 2                  | -               | -               | 42      | 5      |  |
| Рома   | 1991–92 | 24          | 4           | 3             | 1             | 4                  | 0                  | 1               | 0               | 32      | 5      |  |
| Рома   | 1992–93 | 29          | 9           | 9             | 4             | 8                  | 3                  | -               | -               | 46      | 16     |  |
| Рома   | 1993–94 | 26          | 3           | 3             | 0             | -                  | -                  | -               | -               | 29      | 3      |  |
| Рома   | 1994–95 | 28          | 1           | 6             | 1             | -                  | -                  | -               | -               | 34      | 2      |  |
| Рома   | 1995–96 | 20          | 0           | 1             | 0             | 3                  | 1                  | -               | -               | 24      | 1      |  |
| Штурм  | 1996–97 | 16          | 2           | 2             | 1             | 2                  | 0                  | 1               | 0               | 21      | 3      |  |
| Наполи | 1997–98 | 4           | 0           | 1             | 1             | -                  | -                  | -               | -               | 5       | 1      |  |
| Лече   | 1997–98 | 14          | 0           | -             | -             | -                  | -                  | -               | -               | 14      | 0      |  |
| Лече   | 1998–99 | 33          | 4           | 3             | 0             | -                  | -                  | -               | -               | 36      | 4      |  |
| Укупно | Укупно  | 385         | 55          | 85            | 21            | 40                 | 7                  | 2               | 0               | 512     | 83     |  |